# 米切爾維爾 (密蘇里州)
米切爾維爾（英語：Mitchellville），又名伍德拜恩（Woodbine），是位於美國密蘇里州哈里森縣的非建制地區。

## 歷史
米切爾維爾的郵局於1857年設立，其後於1888年停運。

## 地理
米切爾維爾所處的海拔為高於海平面266米（即873英呎），而該地所採用的時區為UTC-6，即北美中部時區（CST）。同時該地設有夏令時間，為UTC-6調快一小時，即UTC-5（CDT）。